# La tijera de oro
La tijera de oro es una película de comedia y drama mexicana de 1958, escrita por Luis Alcoriza y Juan de la Cabada, dirigida por Benito Alazraki, y protagonizada por Germán Valdés «Tin-Tan», Lilia Guízar y Leonor Llausás.

## Argumento
El caritativo Emilio Campos es un peluquero celoso que trata de impedir a toda costa que el rico empistolado Mario se meta con su novia Rosita. A pesar de que Emilio ayuda con un dinero a sus vecinos, se ve enredado en un malentendido y termina en la cárcel, pero sus amigos se encargarán de sacarlo de tantos líos.

## Reparto
- Germán Valdés «Tin-Tan» como Emilio Campos
- Lilia Guízar como Rosita
- Roberto Ramírez Garza como Beto, boticario
- Luis Aragón como Mario Benítez
- Rogelio Jiménez Pons como El Chícharo
- Marcelo Chávez como Licenciado
- Magda Donato como Beata, prestamista
- Guillermo Álvarez Bianchi como El Gordo
- Yolanda Ortiz como Amanda
- Roberto Meyer como don Fernando, padre de Rosita
- Diana Ochoa
- Victorio Blanco como anciano loco
- Mario Zebadúa "Colocho"
- Aurora Zermeño como Doña Carlotita
- Carlos Bravo y Fernández
- Daniel Tellez Wood
- Cristóbal Valdés como Kid, boxeador
- Mario Dantino
- Leonor Llausás como Sara
- Jorge Zamora "Zamorita"
- Jesús Gómez
- Regino Herrera como Bigotes
- Salvador Lozano como Teniente de policía
- Paula Rendón
- Manuel Trejo Morales como vecino
- Hernán Vera